# Egon Schiele
Egon Schiele (Tulln an der Donau, 12 de junho de 1890 — Viena, 31 de outubro de 1918) foi um pintor austríaco ligado ao movimento expressionista. Um protegido de Gustav Klimt, foi um pintor importante do início do século XX. Seu trabalho é célebre por sua intensidade e sua sexualidade crua, e pelos muitos autorretratos que produziu, incluindo autorretratos nus. Os corpos contorcidos e a linha expressiva que caracterizam as suas obras o marcam como um expoente inicial do expressionismo.

## Biografia
Egon Leo Adolf Ludwig Schiele nasceu em 1890 em Tulln an der Donau, na Baixa Áustria. Seu pai, Adolf Schiele, era chefe da estação de Tulln das Ferrovias Federais Austríacas. Ele nascera em 1851, em Viena, de Karl Ludwig Schiele, um alemão de Ballenstedt, e Aloisia Schimak. A mãe de Egon, Marie (nascida Soukup), nascera em 1861 em Český Krumlov (Krumau), de Johann Franz Soukup, um tcheco de Mirkovice, e Aloisia Poferl, uma alemã dos Sudetos. Egon tinha duas irmãs mais velhas: Elvira (1883-1893) e Melanie (1886-1974), mas preferia sua irmã mais nova, Gertrude Gerti (1894-1981). Egon vinha "de um meio exemplar do Império Austro-húngaro em declínio: católico, conformista e devotado ao estado". O avô Karl Schiele (1817-1862), engenheiro e arquiteto vindo da Alemanha, construiu a linha férrea que ligava Praga à Baviera.
A infância de Egon foi perturbada por seus fracassos escolares e pelas crises de seu pai, um provável sifilítico. Quando criança, Egon era fascinado por trens, e passava muitas horas desenhando-os. Seu pai via o futuro de Egon como engenheiro e, irritado com os seus esboços, uma vez chegou a queimá-los. Quando tinha onze anos, se mudou para a vizinha cidade de Krems an der Donau para ingressar na escola secundária. Na nova casa, Egon apreciava mais o jardim que a disciplina do colégio. No ano seguinte, se transferiu para o ginásio de Klosterneuburg, cidade na qual seu pai se aposentou precocemente por razões de saúde. Egon apresentava um grande atraso escolar, e faltava às aulas. Profundamente desgostoso com a escola, Egon só conseguia ser bem-sucedido em desenho, caligrafia e, apesar de sua constituição frágil, educação física.
Em 1905, com quinze anos, Schiele perdeu o pai por causa da sífilis. A partir dessa data, ficou aos cuidados de Leopold Czihaczek, um tio materno, que reconheceu o seu valor artístico e o apoiou. No ano seguinte, ingressou na Escola de Artes Industriais, em Viena, onde já havia estudado Gustav Klimt. Durante seu primeiro ano, Egon, por insistência dos professores, foi transferido para a mais tradicional  Academia de Belas-Artes de Viena, onde estudou desenho e pintura, em oposição à vontade de sua mãe, que queria vê-lo a seguir os passos do pai. Seu principal professor na academia foi Christian Griepenkerl, um pintor cuja filosofia rígida e ultraconservadora desagradou tanto Egon que este abandonaria a academia três anos depois.
Em 1907, Schiele conheceu Gustav Klimt, que, interessado no seu trabalho, fez, dele, o seu protegido. Ajudou-o comprando os seus trabalhos, apresentando-o a pessoas influentes, arranjando-lhe modelos, entre outras coisas. Gustav também introduziu Egon na Oficina Vienense, uma cooperativa de artistas ligada à Secessão de Viena. Os primeiros trabalhos de Egon, entre 1907 e 1909, são muito semelhantes aos de Klimt, e também apresentam muita influência do art nouveau.
A sua primeira exposição foi em 1908, em Klosterneuburg. Insatisfeito com o carácter conservador da academia, Schiele abandonou os estudos em 1909 e, juntamente com outros colegas que partilhavam da mesma insatisfação, criou o grupo Neukunstgruppe ("Grupo nova arte"). Liberto do conservadorismo, começou a explorar mais a forma humana e também a sexualidade. Os seus primeiros trabalhos apresentavam grande semelhança com os de Klimt e Oskar Kokoschka, embora, com o tempo, Egon passasse a desenvolver um estilo próprio.
Klimt convenceu Egon a expor seu trabalho na exposição Kunstschau, em 1909, em Viena. Lá, Egon conheceu os trabalhos de Edvard Munch, Jan Toorop e Vincent van Gogh, entre outros. O trabalho de Egon já era ousado, mas, com o tempo, ele foi um passo adiante, com a inclusão do erotismo decorativo de Klimt, e de formas alongadas e deformadas em substituição ao ideal convencional de beleza.
Em 1910, Egon começou a experimentar os nus. No espaço de um ano, surgiu um estilo definitivo com figuras de cores doentias e pálidas, sempre com forte conotação sexual. Egon também começou a pintar e desenhar crianças. A partir daí, Egon começou a participar de inúmeras exibições: várias exibições do Neukunstgruppe em Praga em 1910 e Budapeste em 1912; o Sonderbund, em Colônia, em 1912; e várias mostras da Secessão em Munique, começando em 1911.
Em 1911, conheceu Walburga (Wally) Neuzil, a rapariga com 17 anos com quem começou a viver em Viena, usando-a também como modelo para alguns dos seus melhores trabalhos. Pouco se sabe sobre ela, a não ser que ela já havia posado para Klimt, e possivelmente fora amante deste. Para fugirem à vida na cidade, mudaram-se para Český Krumlov, na Boêmia. Era a cidade natal da mãe de Egon. Hoje, abriga um museu dedicado a Egon. Apesar das ligações familiares de Egon com a cidade, o estilo de vida de Egon (que incluía pintar modelos adolescentes da zona) teve um impacto negativo na população.
Este impacto fez com que se mudassem de novo, desta vez para Neulengbach. Como estavam perto de Viena (cerca de 35 km), o seu estúdio tornou-se num ponto de encontro de crianças delinquentes. Também aqui o seu estilo de vida não era de agrado das outras pessoas. Schiele chegou mesmo a ser preso por ter seduzido uma jovem de treze anos, abaixo da idade legal de catorze anos em que a pessoa podia se relacionar sexualmente. Quando os polícias o foram prender, levaram, também, mais de cem trabalhos que consideraram pornográficos. Schiele foi preso por 21 dias, não por ter seduzido a menor, mas sim por ter, alegadamente, exposto trabalhos pornográficos num local acessível a menores. No tribunal, o juiz queimou um das obras consideradas pornográficas com a chama de uma vela. Os 21 dias em que ele estivera preso contaram na sentença, e ele ficou preso por apenas mais três dias. Durante o tempo em que ficou preso, Egon fez uma série de doze obras mostrando as dificuldades da vida na prisão.
Com o tempo, as obras de Egon foram se tornando mais complexas e temáticas, eventualmente abordando temas como morte e renascimento. Em 1913, a galeria Hans Goltz, em Munique, apresentou a primeira exibição individual de Egon. No ano seguinte, outra exposição individual sua aconteceu em Paris. Nesse mesmo ano, Egon conheceu as irmãs Edith e Adéle Harms, que viviam com seus pais do outro lado da rua do estúdio de Egon. O estúdio de Egon ficava no número 10 da rua Haupt, no distrito de Hietzing, em Viena. A família Harms era protestante e de classe média, e o pai das irmãs era chaveiro. Em 1915, Egon decidiu se casar com a mais socialmente aceitável Edith, mas, aparentemente, esperava continuar mantendo uma relação com Wally. Entretanto, quando ele explicou a situação a Wally, ela o abandonou e nunca mais o viu. Esse abandono levou Egon a pintar o quadro "A morte e a mulher". Apesar de alguma oposição da família Harms, Egon e Edith se casaram em 17 de junho de 1915, a mesma data em que haviam se casado os pais de Egon.

A morte e a mulher, 1915

Egon adiou por quase um ano seu alistamento militar para a Primeira Guerra Mundial. Porém, três dias após seu casamento, ele recebeu a ordem de se apresentar ao exército. Inicialmente, Egon foi deslocado para Praga. Edith veio com ele e ficou num hotel na cidade. Eles receberam permissão do superior de Egon para se encontrar ocasionalmente.
Durante a guerra, as pinturas de Egon se tornaram maiores e mais detalhadas. O serviço militar, porém, lhe dava pouco tempo para pintar, e muito de sua produção consistia em desenhos lineares de cenários e oficiais militares. Nessa época, Egon também começou a experimentar com os temas da maternidade e da família. Sua esposa Edith era a modelo para a maioria de suas figuras femininas, mas, durante a guerra, devido às circunstâncias, muitos de seus modelos foram homens.
Apesar de seu serviço militar, Egon continuou expondo em Berlim, Zurique, Praga e Dresden. Suas primeiras tarefas no exército foram guardar e escoltar prisioneiros russos. Devido a seu coração fraco e excelente escrita à mão, Egon, ocasionalmente, trabalhava num campo de prisoneiros perto da cidade de Mühling. Lá, ele foi autorizado a desenhar e pintar oficiais russos prisioneiros. Seu comandante, Karl Moser, que sabia da sua condição de pintor, lhe deu uma desativada sala de depósito para funcionar como estúdio. Como Egon estava encarregado dos suprimentos de comida no acampamento, ele e Edith dispunham de mais comida que a ração alimentar padrão.

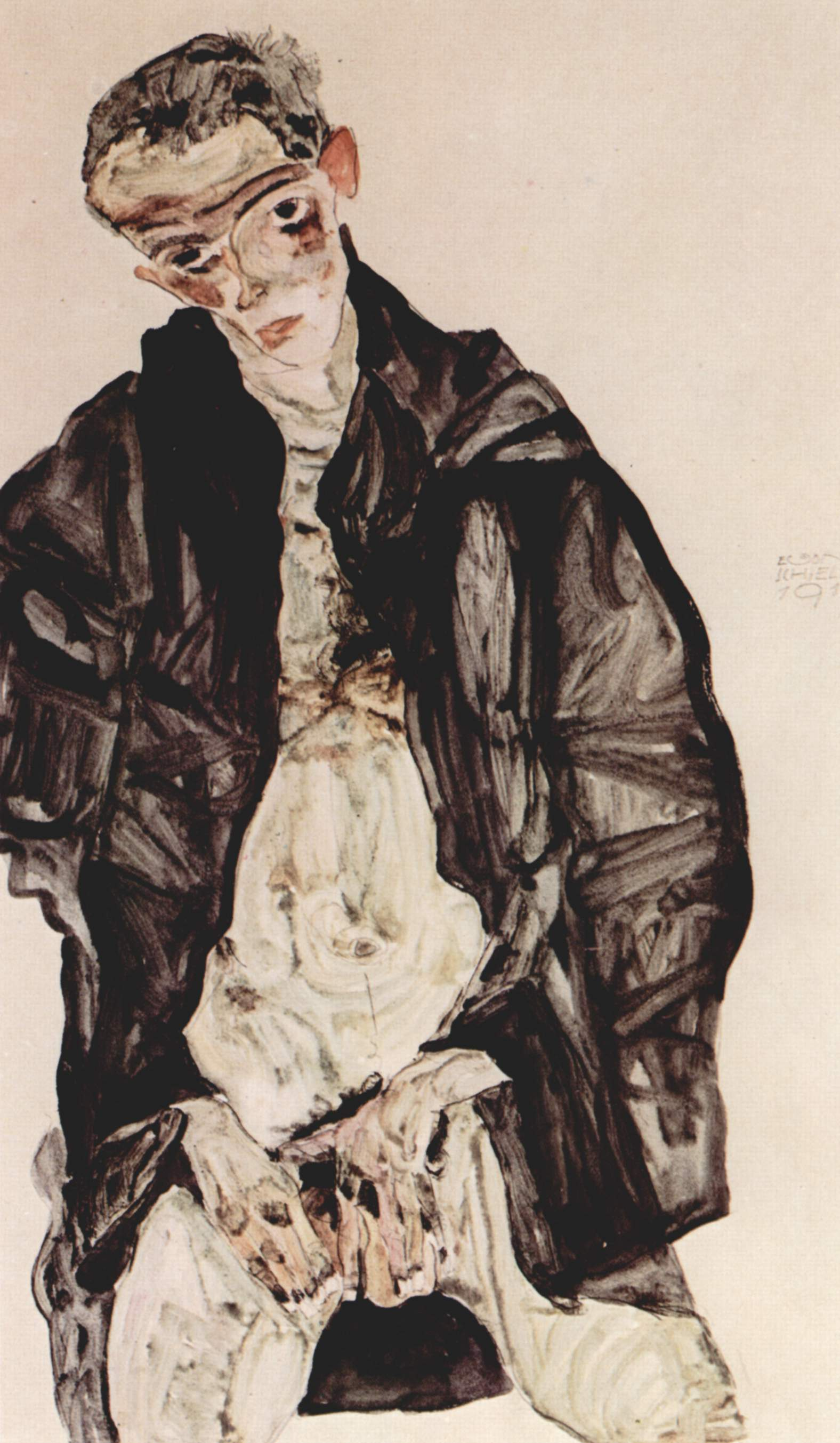
Auto-retrato de Egon Schiele, 1911 em um ato de Masturbação

Em 1917, Egon estava de volta a Viena, e focado novamente na carreira artística. Sua produção era abundante, e refletia sua maturidade artística. Ele foi convidado a participar da 49.ª Secessão de Viena, que aconteceria em 1918. Teve 50 trabalhos aceites na exibição, que foram postos na sala principal. Fez, também, o pôster para a exibição, o qual era inspirado na Última Ceia, com o seu retrato no lugar de Cristo. Este acontecimento foi um tremendo sucesso, tendo resultado na subida do valor económico dos trabalhos deste artista. Durante o último ano da sua vida, Egon Schiele fez várias outras exposições igualmente com sucesso.

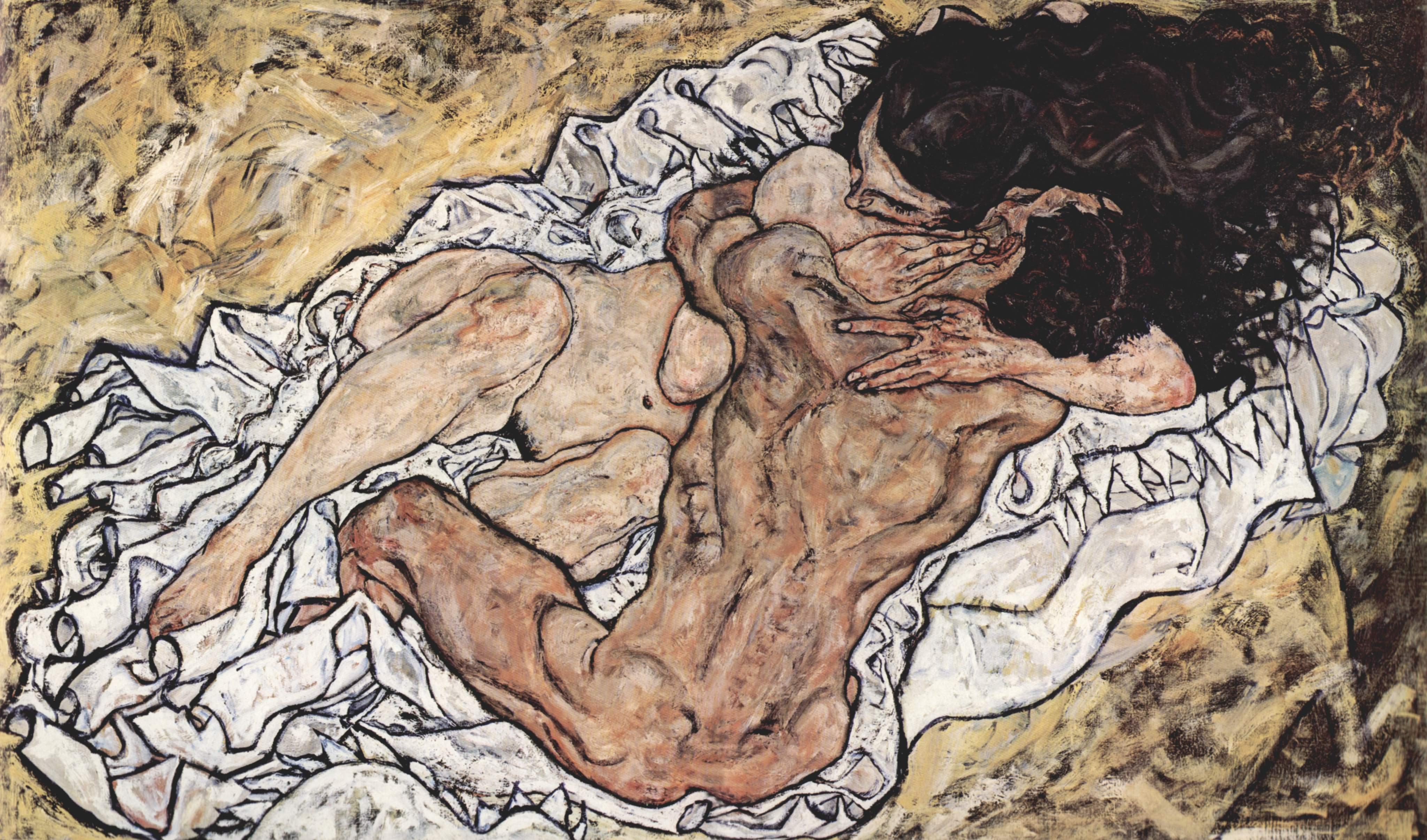
O abraço, 1917

No outono de 1918, Edith, grávida de seis meses, foi uma das mais de vinte milhões de vítimas da gripe espanhola, morrendo a 28 de outubro. Três dias depois da sua morte, Schiele abandona também a sua vida. Durante estes três dias, Egon Schiele fez alguns retratos de Edith, tendo sido, estes, os seus últimos trabalhos.

## Estilo
Este grande representante do expressionismo austríaco deixou trabalhos onde estavam a representados seres humanos transfigurados por sentimentos fortes implícitos no seu traço, amantes revirados em amontoados de lençóis brancos, diversas mulheres posando para ele e autorretratos provocantes mostrando a sua visão de si (provavelmente), assim como também fez algumas paisagens e residências burguesas, nas quais exibe um estilo cuidadoso e elegante, de traços bordados, com fortes contrastes entre ocres e cores primárias.

## Legado
Egon foi tema do filme biográfico alemão Egon Schiele – Exzesse (1980). No mesmo ano, o Conselho de Artes da Grã-Bretanha produziu o documentário "Schiele na prisão", que focou o período em que Egon esteve preso. A novela "Arrogância" (1990), de Joanna Scott, se baseia na vida de Egon. Sua vida também foi retratada na produção de dança e teatro "Egon Schiele" (1995), para a qual o grupo de pós-roque Rachel's compôs a música "Música para Egon Schiele". Em 1997, Lea Anderson coreografou o espetáculo "As Penas de Pedra desenham nos livros de esboços de Egon Schiele". No mesmo ano, Mario Vargas Llosa usou as obras de Egon para descrever o caráter do protagonista na novela "Os cadernos de dom Rigoberto". Julia Jordan baseou sua peça Tatjana in color (1999) numa ficcionalização do relacionamento entre Egon e Tatjana von Mossig, a adolescente que foi responsável pela condenação de Egon à prisão. A vida e o trabalho de Egon também foram objeto de ensaios, como o intitulado "Cachorros emprestados" (2002), de Richard Avedon. Em 2016, foi lançado outro filme biográfico: "Egon Schiele: morte e menina". Os capítulos iniciais da novela "Uma fraude honesta" (2017), de Guy Mankowsky, foram baseados nas obras de Egon.

## Coleções de arte
O Leopold Museum, em Viena, abriga a mais importante coleção de obras de Egon, totalizando mais de duzentas peças. O museu vendeu uma delas, "Casas com lavanderia colorida (subúrbio 2)", por 24 700 000 libras esterlinas na Sotheby's em 2011. Outras notáveis coleções de obras de Egon encontram-se: no museu Egon Schiele, em Tulln an der Donau; na Galeria belvedere austríaca, em Viena; e na galeria Albertina, também em Viena. O comerciante Viktor Fogarassy também coleciona obras de Egon, incluindo a obra "Cidade no crepúsculo" (1913).

## Leilões
A pintura "Retrato de Wally" (1912) foi adquirida por Rudolf Leopold em 1954 e se tornou propriedade do Museu Leopold quando da criação deste. Depois de uma exposição das obras de Egon em 1997-1998 no Museu de Arte Moderna (Nova Iorque), a obra foi apreendida por ordem do advogado distrital do condado de Nova Iorque, e colocada sob litígio judicial por ação de herdeiros de seu antigo dono, que alegaram que ela havia sido roubada pelos nazistas e deveria retornar a seu antigo dono.
A disputa foi encerrada em 20 de julho de 2010. Posteriormente, a obra foi adquirida pelo museu Leopold por 19 000 000 de dólares estadunidenses. Em 2013, o museu vendeu três desenhos de Schiele por 14 000 000 de libras esterlinas na Sotheby's de Londres para dar um fim à reivindicação da obra de Schiele "Casas no mar" (1914). O mais caro dos desenhos, "Amantes (autorretrato com Wally)" (1914/15), foi vendido por 7 880 000 libras esterlinas.
Em 21 de junho de 2013, a Auctionata, em Berlim, vendeu a aquarela "Mulher reclinada" (1916) num leilão eletrônico por 1 827 000 euros. Foi a mais cara obra vendida em um leilão eletrônico até então.